# Finale UEFA Champions League 2009
De UEFA Champions Leaguefinale van het seizoen 2008/09 is de zeventiende finale in de geschiedenis van de Champions League. De wedstrijd vond plaats op 27 mei 2009 in het Stadio Olimpico in Rome. Titelverdediger Manchester United nam het op tegen het Spaanse FC Barcelona. FC Barcelona onttroonde Manchester United en won zo voor de derde keer de Chamions League in de clubgeschiedenis. Een vroeg openingsdoelpunt van Samuel Eto'o en een kopbal van Lionel Messi twintig minuten voor tijd beslechtten het pleit in het voordeel van de Blaugrana.
Bij Manchester United stond Edwin van der Sar onder de lat. Hij werd een jaar eerder door de UEFA nog verkozen tot "Man van de Match". Dit jaar was deze eer weggelegd voor Xavi. De supporters verkozen dan weer Messi tot "Man van de Match". De finale was de laatste wedstrijd van Cristiano Ronaldo in loondienst van Manchester United voor hij in de zomer van 2009 naar Real Madrid verkaste. Real Madrid kocht Cristiano Ronaldo  voor destijds een bedrag van 94 miljoen euro.

## Voorgeschiedenis

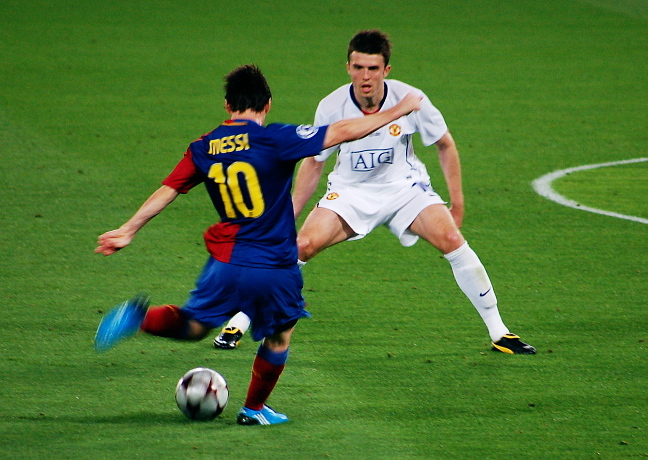
Messi legt aan, Carrick kijkt toe.

Manchester United won de Champions League al in 1999 en 2008. FC Barcelona won de trofee ook tweemaal in 1992 en 2006, het versloeg toen het Engelse Arsenal FC in de finale. In 1984 speelden Manchester United en FC Barcelona al tegen elkaar. Manchester United versloeg FC Barcelona toen in de kwartfinale van de Europacup II. In 1991 stonden beide clubs in de finale van de Europacup II. Manchester United won toen met 2-1 na twee goals van Mark Hughes. In 1995 en 1999 zaten de twee clubs in dezelfde groep tijdens de groepsfase van de Champions League. In 1994 plaatsten zowel FC Barcelona als Manchester United zich voor de volgende ronde, in 1998 vloog FC Barcelona er in de groepsfase uit.
Maar de belangrijkste confrontatie dateerde van een jaar eerder. In 2008 speelden Manchester United en FC Barcelona tegen elkaar in de halve finale van de Champions League. In twee spannende wedstrijden trok Manchester United aan het langste eind. Manchester United schakelden FC Barcelona uit met slechts één doelpunt en versloegen nadien Chelsea FC in de finale.

## Openingsceremonie
Tijdens de openingsceremonie speelde een team van Europese voetballers, onder leiding van Ruud Gullit, een partijtje voetbal tegen een Italiaans team met onder meer gewezen voetballers Alessandro Costacurta en Bruno Conti. Verscheidene ex-spelers en -trainers van beide clubs waren ook aanwezig. Zo draafden onder meer Bryan Robson, Ole Gunnar Solskjær en Hristo Stoichkov op. De Italiaanse tenor Andrea Bocelli zong tijdens de openingsceremonie Il Gladiatore en zong ook mee met de officiële titelsong van de Champions League.

## Motivatievideo
Trainer Josep Guardiola motiveerde zijn team door voor de aftrap een video te tonen in de kleedkamer. De video was een montage van FC Barcelona's hoogtepunten van dat seizoen en beelden uit de film Gladiator. Luciano Pavarotti's versie van het nummer Nessun dorma diende als soundtrack. Het filmpje duurde zo'n 7 minuten. Enkele spelers waren zo beroerd dat ze moesten huilen. Toen de spelers van FC Barcelona nadien in de spelerstunnel stonden te wachten, zei Guardiola geen woord meer.

### Wedstrijddetails
|                           |                     |       |                   |                                                                                          |
| 27 mei 2009 20:45 (UTC+2) | FC Barcelona        | 2 – 0 | Manchester United | Stadio Olimpico, Rome Toeschouwers: 62.467 Scheidsrechter: Massimo Busacca (Zwitserland) |
| 27 mei 2009 20:45 (UTC+2) | Eto'o 10' Messi 70' |       |                   | Stadio Olimpico, Rome Toeschouwers: 62.467 Scheidsrechter: Massimo Busacca (Zwitserland) |

| Barcelona | Man United |

| FC Barcelona:   |    |                   |       |
|                 |    |                   |       |
| GK              | 1  | Víctor Valdés     |       |
| RB              | 5  | Carles Puyol      |       |
| CB              | 24 | Yaya Touré        |       |
| CB              | 3  | Gerard Piqué      | 16'   |
| LB              | 16 | Sylvinho          |       |
| DM              | 28 | Sergio Busquets   |       |
| CM              | 6  | Xavi              |       |
| CM              | 8  | Andrés Iniesta    | 90+2' |
| RW              | 10 | Lionel Messi      |       |
| CF              | 9  | Samuel Eto'o      |       |
| LW              | 14 | Thierry Henry     | 72'   |
| Wisselspelers:  |    |                   |       |
| GK              | 13 | José Manuel Pinto |       |
| DF              | 2  | Martín Cáceres    |       |
| DF              | 46 | Marc Muniesa      |       |
| MF              | 15 | Seydou Keita      | 72'   |
| MF              | 7  | Eiður Guðjohnsen  |       |
| MF              | 11 | Bojan             |       |
| MF              | 27 | Pedro             | 90+2' |
| Coach:          |    |                   |       |
| Josep Guardiola |    |                   |       |

| Manchester United: |    |                   |         |
|                    |    |                   |         |
| GK                 | 1  | Edwin van der Sar |         |
| RB                 | 22 | John O'Shea       |         |
| CB                 | 5  | Rio Ferdinand     |         |
| CB                 | 15 | Nemanja Vidić     | 90+3'   |
| LB                 | 3  | Patrice Evra      |         |
| CM                 | 8  | Anderson          | 46'     |
| CM                 | 16 | Michael Carrick   |         |
| CM                 | 11 | Ryan Giggs        | 75'     |
| RW                 | 13 | Park Ji-Sung      | 66'     |
| CF                 | 7  | Cristiano Ronaldo | 78'     |
| LW                 | 10 | Wayne Rooney      |         |
| Wisselspelers:     |    |                   |         |
| GK                 | 29 | Tomasz Kuszczak   |         |
| DF                 | 21 | Rafael            |         |
| DF                 | 23 | Jonathan Evans    |         |
| MF                 | 17 | Nani              |         |
| MF                 | 18 | Paul Scholes      | 75' 81' |
| FW                 | 9  | Dimitar Berbatov  | 66'     |
| FW                 | 32 | Carlos Tévez      | 46'     |
| Coach:             |    |                   |         |
| Alex Ferguson      |    |                   |         |